# Đường Lê Văn Duyệt, Thành phố Hồ Chí Minh
Đường Lê Văn Duyệt là một tuyến đường trên địa bàn quận Bình Thạnh, Thành phố Hồ Chí Minh.
Tuyến đường này dài 947 m, lộ giới 30 m, bắt đầu từ Cầu Bông bắc qua kênh Nhiêu Lộc – Thị Nghè và kết thúc tại ngã ba giao với đường Phan Đăng Lưu. Tại ngã ba này có di tích nổi tiếng Lăng Ông Bà Chiểu, tức lăng Đức Tả quân Lê Văn Duyệt.

## Lịch sử

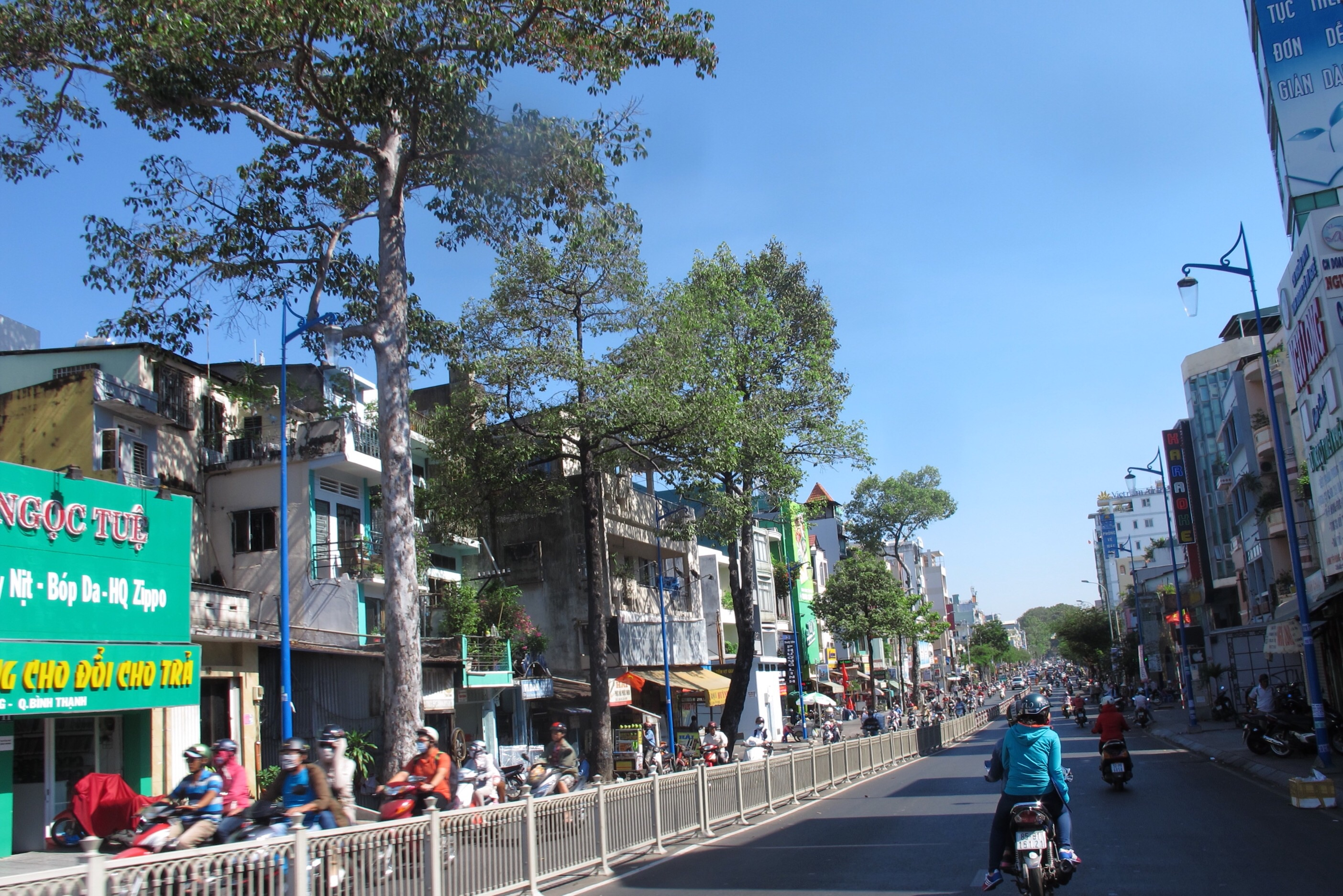
Đường Lê Văn Duyệt đoạn ở dốc cầu Bông

Khoảng năm 1874, sau khi chính quyền thực dân Pháp dời lỵ sở Hạt thanh tra Sài Gòn từ thành phố Sài Gòn về đóng tại làng Bình Hòa thì trục đường này cũng được mở để nối liền trụ sở Tòa bố hạt Bình Hòa (từ năm 1885 đổi tên thành hạt Gia Định, sau đó là tỉnh Gia Định) với thành phố Sài Gòn. Ban đầu đường được gọi là avenue de l'Inspection (đại lộ Tòa bố) nhưng người dân quen gọi là đường Hàng Thị do có hàng cây thị trồng hai bên đường. Một số tài liệu năm 1936 đã ghi tên đường avenue Lê-Van-Duyêt tuy nhiên không thấy đề cập đường được đổi sang tên này vào năm nào. Đến thời Việt Nam Cộng hòa, đường được gọi là đại lộ Lê Văn Duyệt, lúc này vẫn thuộc địa bàn tỉnh Gia Định.
Bên cạnh đó, tại thành phố Sài Gòn (khi đó là đơn vị hành chính riêng biệt với tỉnh Gia Định) cũng có đường mang tên Lê Văn Duyệt. Ban đầu, tên đường Lê Văn Duyệt được đặt cho con đường phía sau chợ Tân Định vào năm 1929 sau khi chợ này được xây xong. Năm 1955, đường này được đổi tên thành đường Mã Lộ, còn tên đường Lê Văn Duyệt chuyển sang đặt cho tuyến đường kéo dài từ ngã sáu Phù Đổng đến đường Bắc Hải hiện nay.
Ngày 14 tháng 8 năm 1975, sau khi thành phố Sài Gòn và tỉnh Gia Định hợp nhất thành thành phố Sài Gòn – Gia Định (năm 1976 đổi thành Thành phố Hồ Chí Minh), chính quyền Cộng hòa Miền Nam Việt Nam cũng cho đổi tên nhiều đường phố trên địa bàn. Theo đó, đường Lê Văn Duyệt của thành phố Sài Gòn cũ trở thành một đoạn của đường Cách Mạng Tháng Tám; còn đại lộ Lê Văn Duyệt của tỉnh Gia Định cũ nhập với đại lộ Đinh Tiên Hoàng và đại lộ Cường Để (Quận 1) thành một tuyến đường duy nhất mang tên đường Đinh Tiên Hoàng, kéo dài từ Bến Bạch Đằng đến khu vực Lăng Ông Bà Chiểu. Mặc dù tên đường đã đổi nhưng số nhà của các hộ dân nằm hai bên đại lộ Lê Văn Duyệt cũ vẫn giữ nguyên và điều này đã gây nên nhiều phiền toái, rắc rối do trùng lặp số nhà của những cơ quan, tổ chức, hộ gia đình trên tuyến đường Đinh Tiên Hoàng giữa Quận 1 và quận Bình Thạnh.
Ngày 11 tháng 7 năm 2020, Hội đồng nhân dân Thành phố Hồ Chí Minh thông qua việc đổi lại tên đoạn đường Đinh Tiên Hoàng thuộc quận Bình Thạnh thành đường Lê Văn Duyệt. Lễ công bố và gắn bảng tên đường diễn ra vào ngày 16 tháng 9 cùng năm, nhân lễ giỗ lần thứ 188 của Tả quân Lê Văn Duyệt.